# Raymond Bracken
Raymond Bracken   (Steubenville, 8 de gener de 1891 - Columbus, 23 d'octubre de 1974) va ser un tirador estatunidenc que va competir a començaments del segle xx.
El 1920 va prendre part en els Jocs Olímpics d'Anvers, on disputà tres proves del programa de tir. Guanyà la medalla d'or en la prova de pistola lliure, 50 metres, per equips i la de plata en la de pistola militar, 30 metres. Es desconeix la posició en què finalitzà la prova de pistola lliure, 50 metres.
Entrenat per James Snook, va debutar el 1917 amb un triomf en pistola al Campionat dels Estats Units de la Revolver Association.